# Peggy Noonan

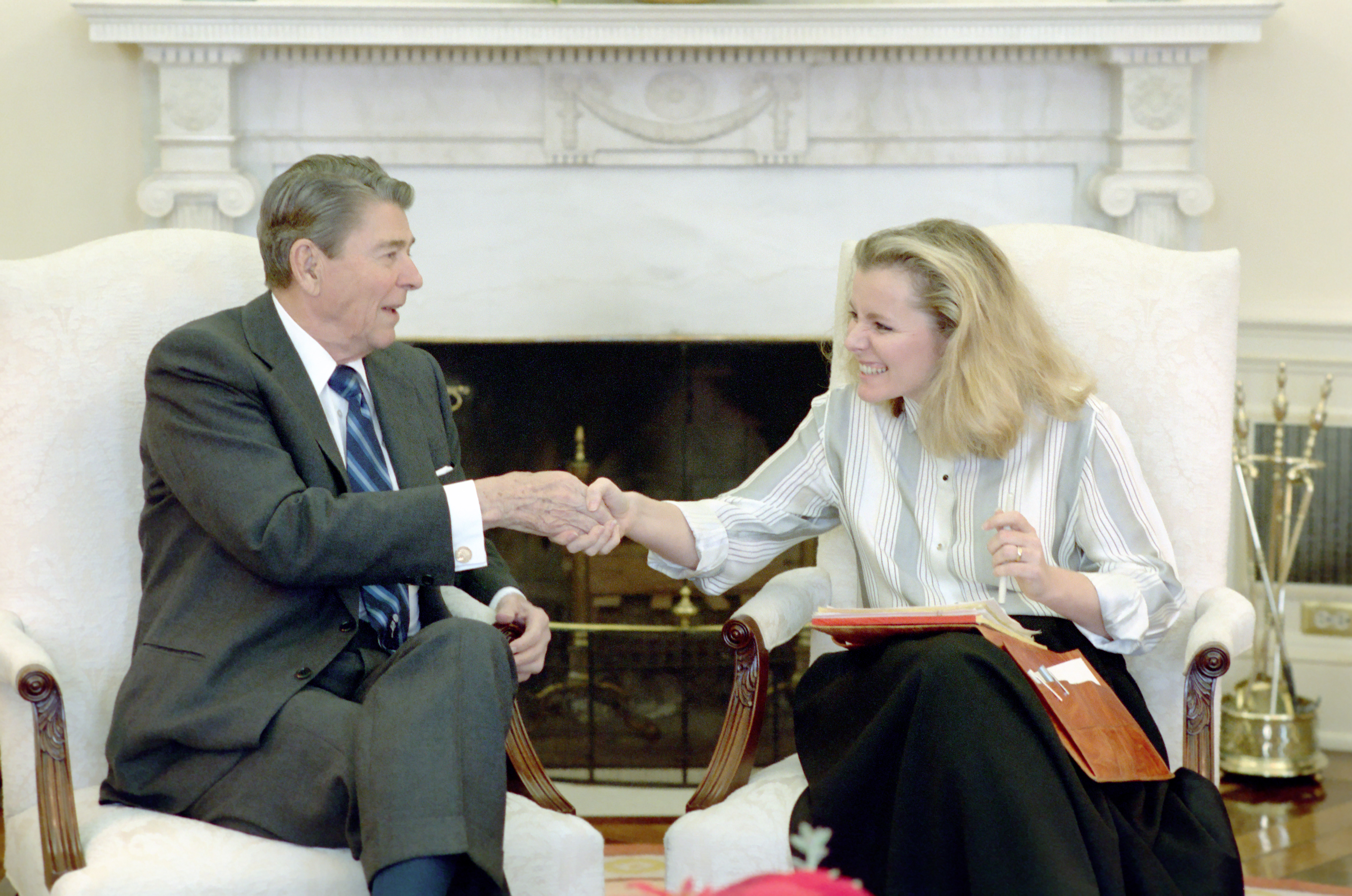
Ronald Reagan und Peggy Noonan (1988)

Margaret Ellen „Peggy“ Noonan (* 7. September 1950 in Brooklyn, New York City) ist eine US-amerikanische Buch- und Bestsellerautorin und Kolumnistin, die vor allem für das Wall Street Journal schreibt.
Sie verfasste Reden für den US-Präsidenten Ronald Reagan und war eine seiner Assistentinnen. Noonan ist durch ihre politischen Schriften als Republikanerin zu bezeichnen. Sie war maßgeblich an der Wahl von George Bush zum US-Präsidenten beteiligt, da dessen bekannte Wahlkampf-Parole „Read my lips: no new taxes“ („Nehmt mich beim Wort: keine neuen Steuern“) von ihr stammt.

## Leben
Noonan hat irische Vorfahren. Ihr Vater war Mitglied der Handelsmarine. Noonan absolvierte die Rutherford High School in Rutherford (New Jersey) und studierte an der Fairleigh Dickinson University.
Noonan schrieb täglich CBS-Radio-Kommentare für den CBS-News-Moderator Dan Rather. Von 1975 bis 1977 arbeitete sie in der Nachtschicht als Nachrichtenredakteurin beim Radiosender WEEI in Boston; später wurde sie dort Leiterin für Editorial and Public Affairs.
1978/79 hatte sie an der New York University einen Lehrauftrag für Journalismus.
2017 erhielt sie den Pulitzer-Preis für Kommentare. Noonan erhielt mehrere Ehrendoktorwürden.